# 선샤인 보이 (1975년 영화)
《선샤인 보이》(The Sunshine Boys)는 미국에서 제작된 허버트 로스 감독의 1975년 코미디 영화이다. 월터 매튜 등이 주연으로 출연하였고 레이 스타크 등이 제작에 참여하였다.

## 출연

### 주연
- 월터 매튜
- 조지 번즈

### 조연
- 리차드 벤자민
- 리 메러디스
- 캐롤 아서
- 로제타 르 누아르
- F. 머레이 아브라함

## 기타
- 원작자: 닐 사이먼
- 미술: 앨버트 브레너